# فرودگاه شهری دکالب تیلور
فرودگاه شهری دکالب تیلور (به انگلیسی: DeKalb Taylor Municipal Airport) یک فرودگاه همگانی بهره‌برداری هوایی با کد یاتا DTMA است که یک باند فرود آسفالت دارد و طول باند آن ۲۱۴۱ متر است. این فرودگاه در کشور ایالات متحده آمریکا قرار دارد و در ارتفاع ۲۷۹ متری از سطح دریا واقع شده‌است.